# Yongsheng
Yongsheng léase Yong-Shen (en chino:永胜县, pinyin:Yǒngshèng xiàn, lit:perpetua victoria) es un condado bajo la administración directa de la ciudad-prefectura de Lijiang. Se ubica al norte de la provincia de Yunnan, sur de la República Popular China. Su área es de 5099 km² y su población total para 2010 fue +300 mil habitantes. 

## Administración
El condado de Yongsheng se divide en 15 pueblos que se administran en 6 y 9 villas. 